# Publius Coelius Apollinaris (consul en 169)
Pour l’article homonyme, voir Publius Coelius Apollinaris.
Publius Coelius Apollinaris  (fl. 169) est un homme politique de l'Empire romain.

## Biographie
Il est le fils de Publius Coelius Balbinus Vibullius Pius et de sa femme Aquilia.
Il est consul en 169.